# الجلايلة
قرية الجلايلة هي إحدى القرى التابعة لمركز السنبلاوين في محافظة الدقهلية في جمهورية مصر العربية. حسب إحصاءات سنة 2006، بلغ إجمالي السكان في الجلايلة 4445 نسمة، منهم 2240 رجل و2205 امرأة.

## التاريخ
قرية الجلايلة من القرى القديمة، واسمها الأصلي وقت الفتح الإسلامي لمصر ساريوم (بالإنجليزية: Psariom)‏، وقد وردت باسم الصرمون في أعمال الشرقية ضمن قرى الروك الصلاحي التي أحصاها ابن مماتي في كتاب قوانين الدواوين، كما وردت باسم الصرمون في أعمال الشرقية ضمن قرى الروك الناصري التي أحصاها ابن الجيعان في كتاب «التحفة السنية بأسماء البلاد المصرية». وفي العصر العثماني كان اسمها في تربيع سنة 933هـ/1527م الذي أجراه الوالي العثماني سليمان باشا الخادم في عصر السلطان العثماني سليمان القانوني الصرمون ضمن قرى ولاية الدقهلية، وفي تاريخ 1228هـ/1813م الذي عدّ قرى مصر بعد المسح الذي قام به محمد علي باشا باسم الصرمون ضمن قرى مديرية الدقهلية. ويُذكر أن اسمها تغيّر سنة 1236هـ/1821م إلى الجلايلة.